# Olbia du Pont
Pour les articles homonymes, voir Olbia (homonymie) et Pontique.
Olbia du Pont ou Olbia pontique (en grec ancien πόντικη Ὄλβια, « l'heureuse » ou « la prospère » du Pont) est une ancienne colonie grecque fondée par les habitants de Milet sur les berges du golfe Borysthénique. On l'appelle « Olbia pontique » pour la distinguer des cinq autres « Olbia ». Son port était l'un des plus importants débouchés sur la mer Noire pour l'exportation des céréales, du cuir, du feutre, de l'ambre, des poissons fumés ou salés et d'esclaves de la Scythie vers la Grèce, et pour l'importation des biens de l'Attique (vaisselle, vin, olives, joyaux, miel, cire…).

## Situation
Le site triangulaire de la colonie grecque couvrait une aire d'environ 50 hectares située sur les rives septentrionales du liman du Boug méridional (Grec : Hypanis), à l'opposé de la forteresse d'Alektor sur l'actuelle île de Berezan. La basse-ville, aujourd'hui presque entièrement submergée par les eaux du liman en raison de la subsidence, était occupée principalement par le quartier des artisans et par les docks du port. Dans la haute-ville aux rues à angle droit (plan hippodamien) se trouvait le principal quartier résidentiel centré autour de l'agora et avec plusieurs temples éparpillés à proximité. La ville était entourée par un rempart de pierre avec des tours.

## Histoire

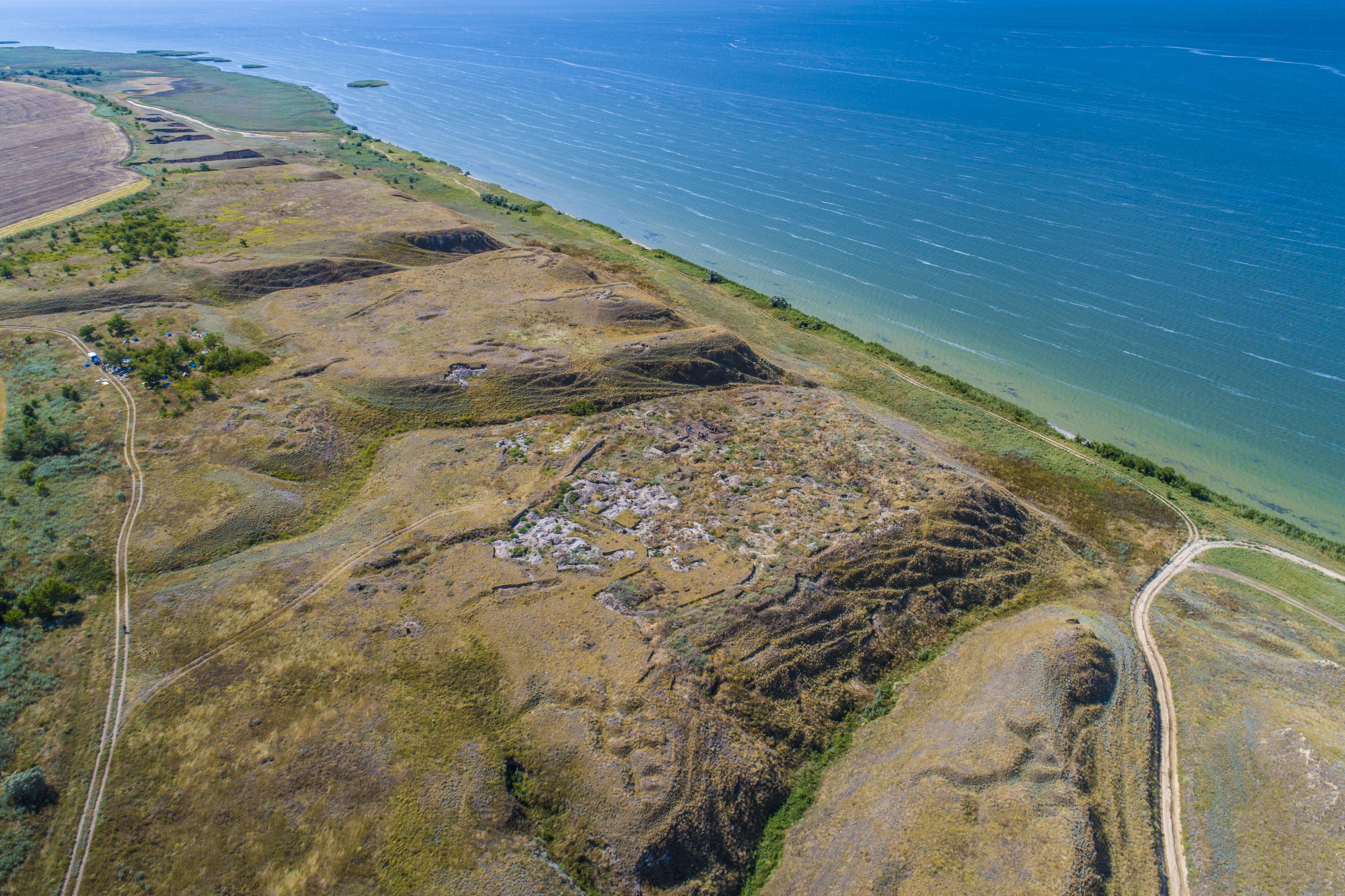
Skelka, une partie de l'ancienne colonie grecque d'Olbia du Pont. Juillet 2019.

La colonie grecque, très importante du point de vue commercial, perdura pendant un millénaire. Pendant le Ve siècle av. J.-C., lorsque la colonie fut visitée par Hérodote, elle frappait sa propre monnaie de bronze qui avait la forme de dauphins. Inhabituelles dans leur forme en comparaison des pièces rondes communes dans le monde grec, cette forme de monnaie avait pour origine les jetons sacrificiels utilisés dans le Temple d'Apollon.

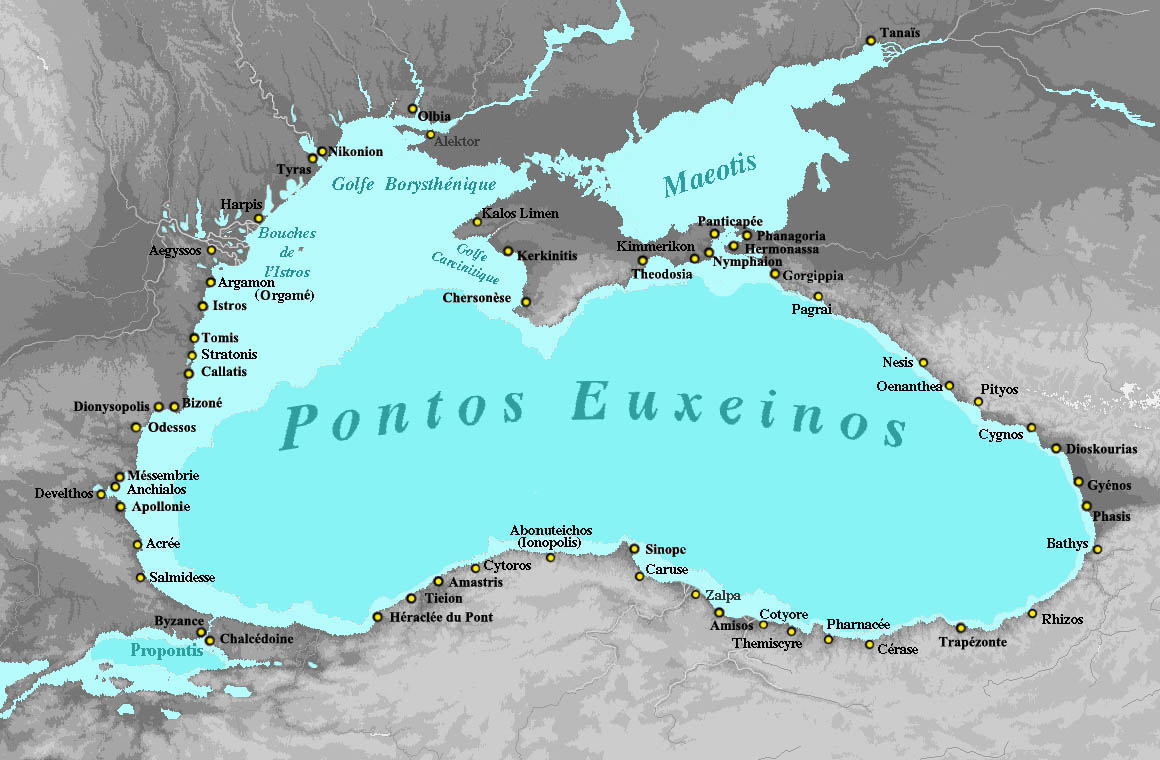
Principales colonies grecques du nord du Pont Euxin au Ve siècle av. J.-C., dont : Tomis, Histrie, Tyras, Olbia du Pont, Panticapée, Nymphée, Cimmériaque, Théodosie, Chersonèse, Phanagorie, Hermonasse, Gorgippie et Tanaïs.

Après que la ville eut adopté une constitution démocratique, ses relations avec la colonie de Milet furent régies par un traité qui permit aux deux cités-États de coordonner leurs opérations contre Zopyrion, un général macédonien qui, après avoir participé aux victoires d'Alexandre sur le roi thrace Syrmos, fut nommé stratège (général) de la Thrace au début de la campagne macédonienne contre l’Empire Perse (-334). Au lieu d’assurer les arrières du conquérant comme celui-ci le lui avait ordonné, il partit avec une armée de 30 000 hommes hommes vers le nord, traversa l’Istros - actuel Danube - et assiégea Olbia du Pont, qui échappait à l’hégémonie macédonienne. Milet et les Scythes la ravitaillèrent par le fleuve Hypanis en denrées, flèches et projectiles. Zopyrion se retrouve à son tour encerclé et piégé par les Gètes (Thraces du nord) et les Scythes, qui délivrent Olbia du siège et anéantissent l'armée macédonienne : Zopyrion lui-même trouve la mort dans la bataille,.
Selon les trouvailles archéologiques, outre la religion grecque antique, les Olbiens pratiquaient aussi des cultes à mystères comme l'orphisme : certains auteurs comme l'historien Martin Litchfield West y voient un lien avec les pratiques chamanistes d'Asie centrale. Pour lui, les nombreux graffitis orphiques trouvés à Olbia témoigneraient de contacts prolongés entre les Grecs et les peuples cavaliers d'Asie centrale circulant dans la steppe pontique.
Vers la fin du IIIe siècle av. J.-C., la ville connut un déclin économique et accepta de se reconnaître vassale de Scilurus, roi des Scythes. Elle connut un regain de prospérité sous Mithridate VI mais refusa de se soumettre au roi des Gètes, Burebista, et fut prise et pillée par son armée. Cette catastrophe mit fin à la prééminence économique d'Olbia dans la région, qui passa à Histria et Tomis, alliées de Burebista.
Après avoir perdu les deux tiers de son territoire, Olbia fut rétablie par les Romains mais dans des proportions réduites et avec une forte population scythe et gète. Dion de Pruse visita la ville qu'il décrivit dans ses « Discours Borysthéniques » (Olbia se trouvait au fond du « golfe Borysthénique », nom donné par les Grecs au nord-ouest du Pont Euxin, où se verse le fleuve Borysthène). La colonie, incorporée dans la province de Mésie, fut finalement abandonnée au IVe siècle, après avoir été incendiée au moins deux fois lors des guerres gothiques ou scythiques.

### En images

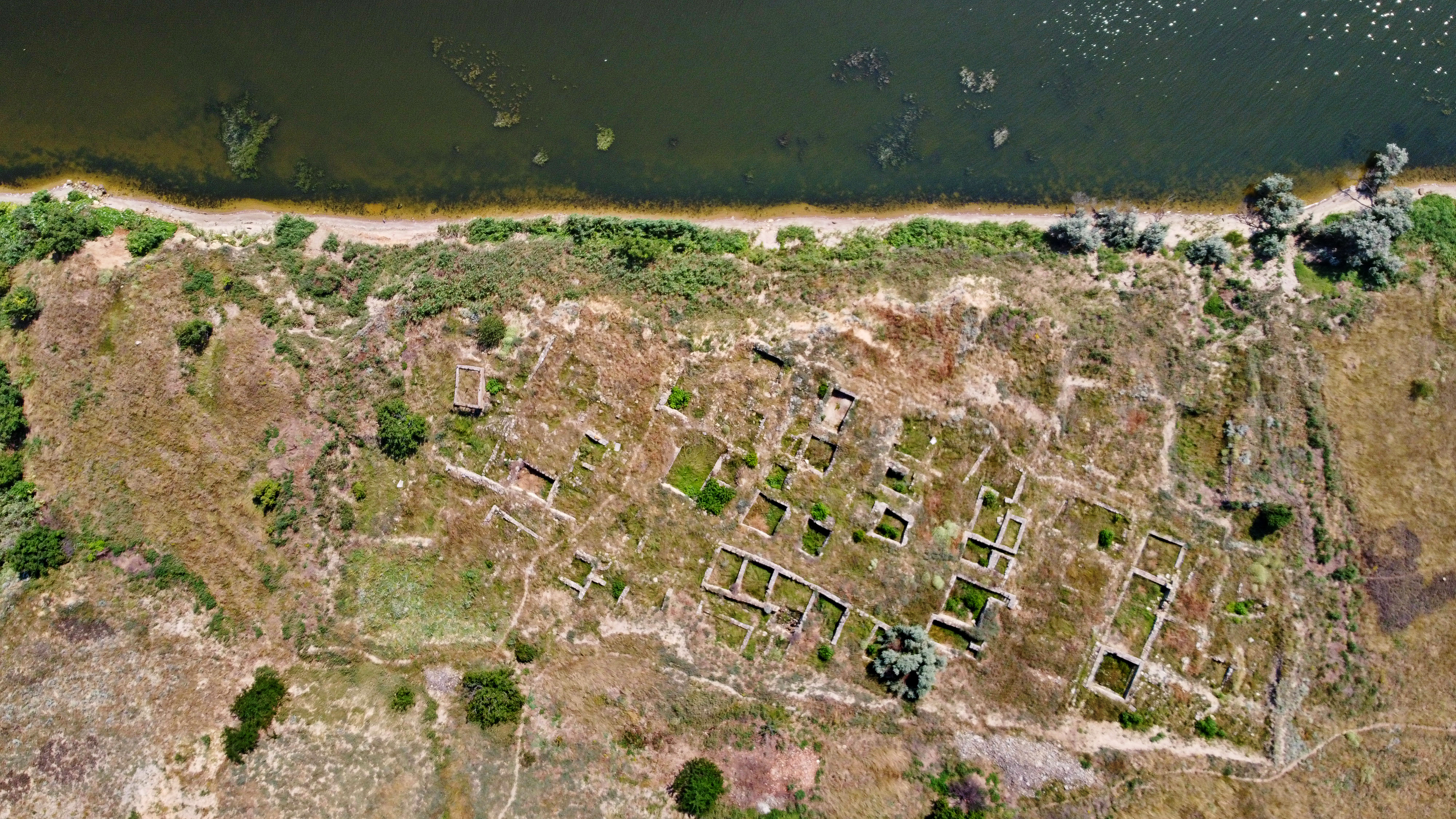
Vue aérienne,
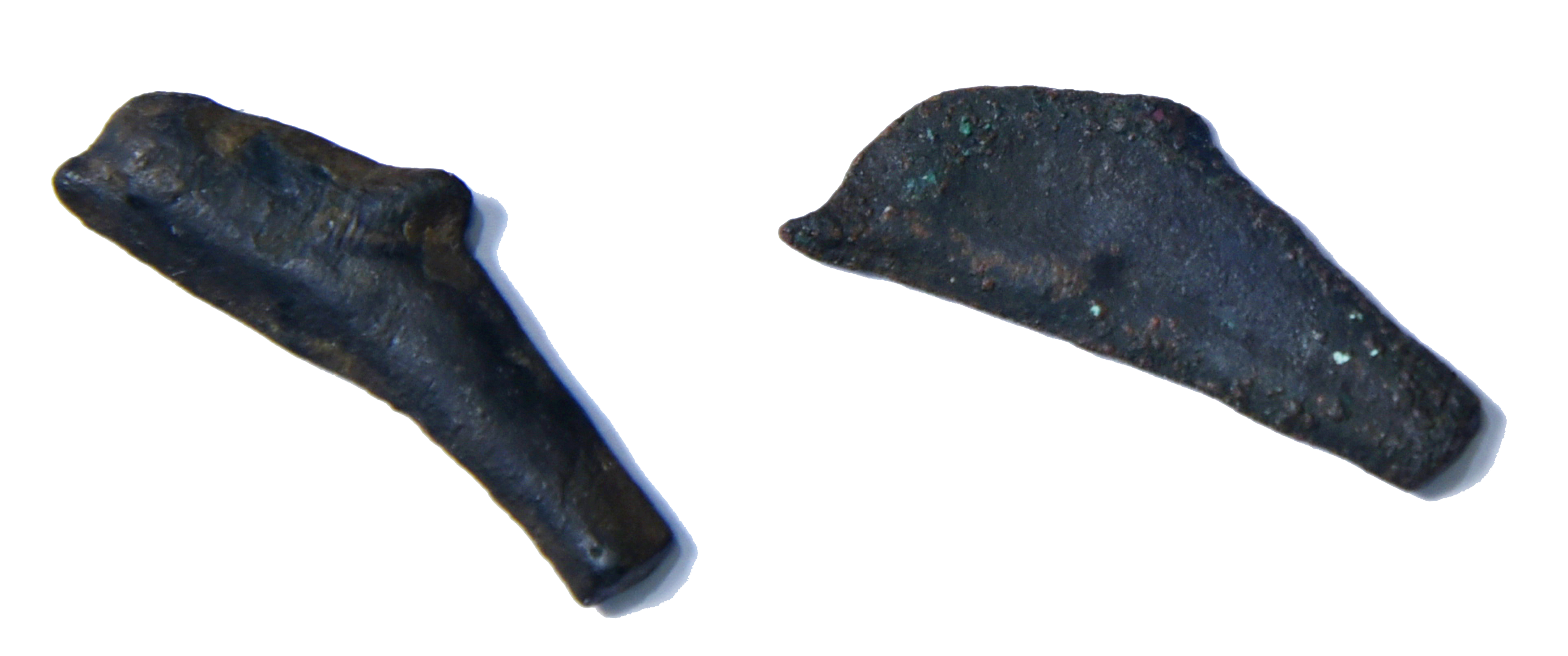
monnaie en dauphin,
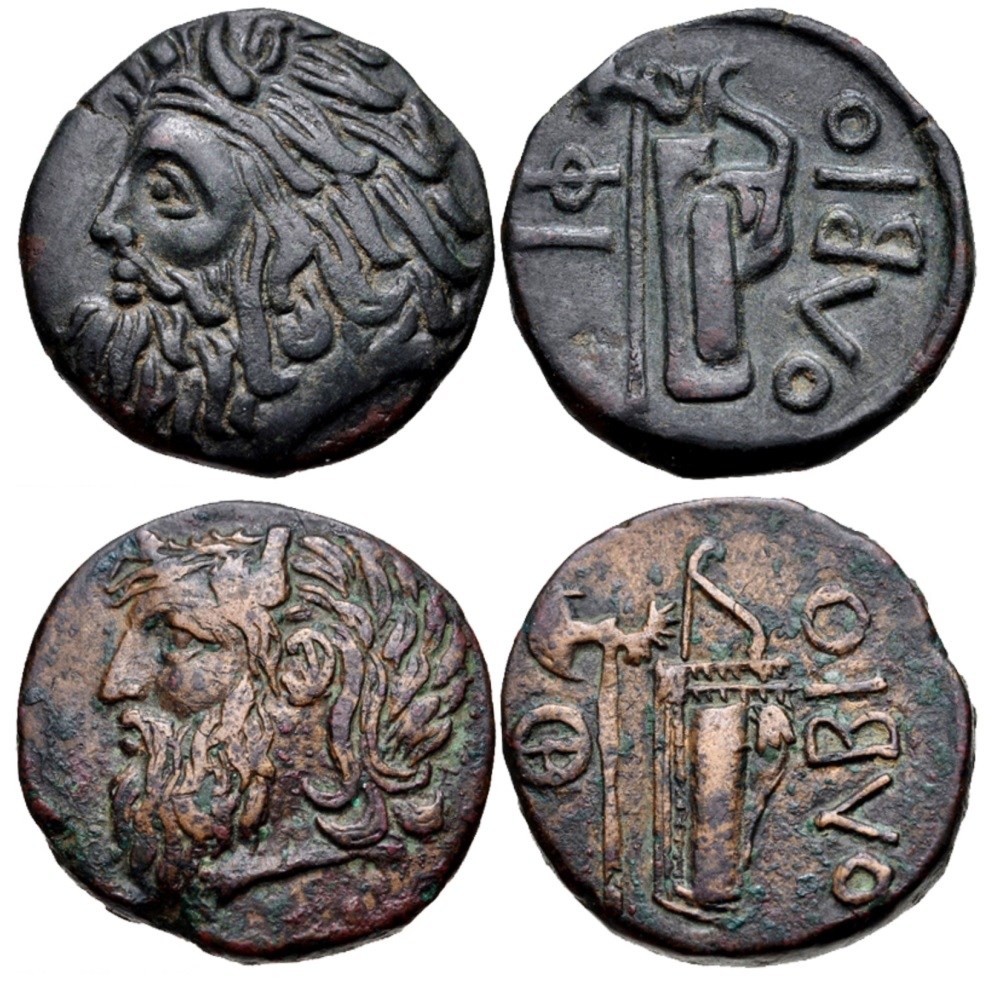
Borysthenes à la fois monnaie, divinité du fleuve parfois désignant même la ville ;
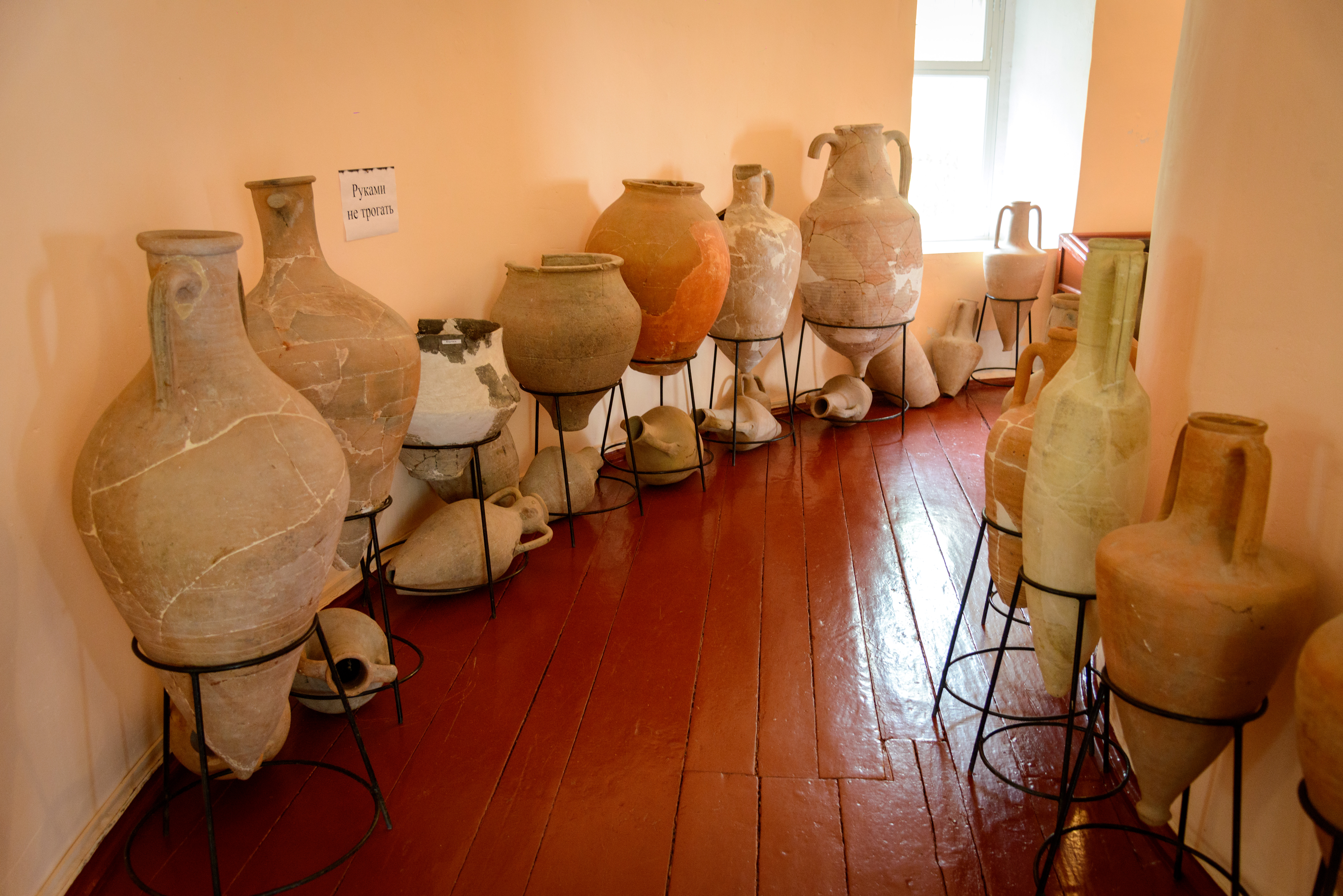
amphores,
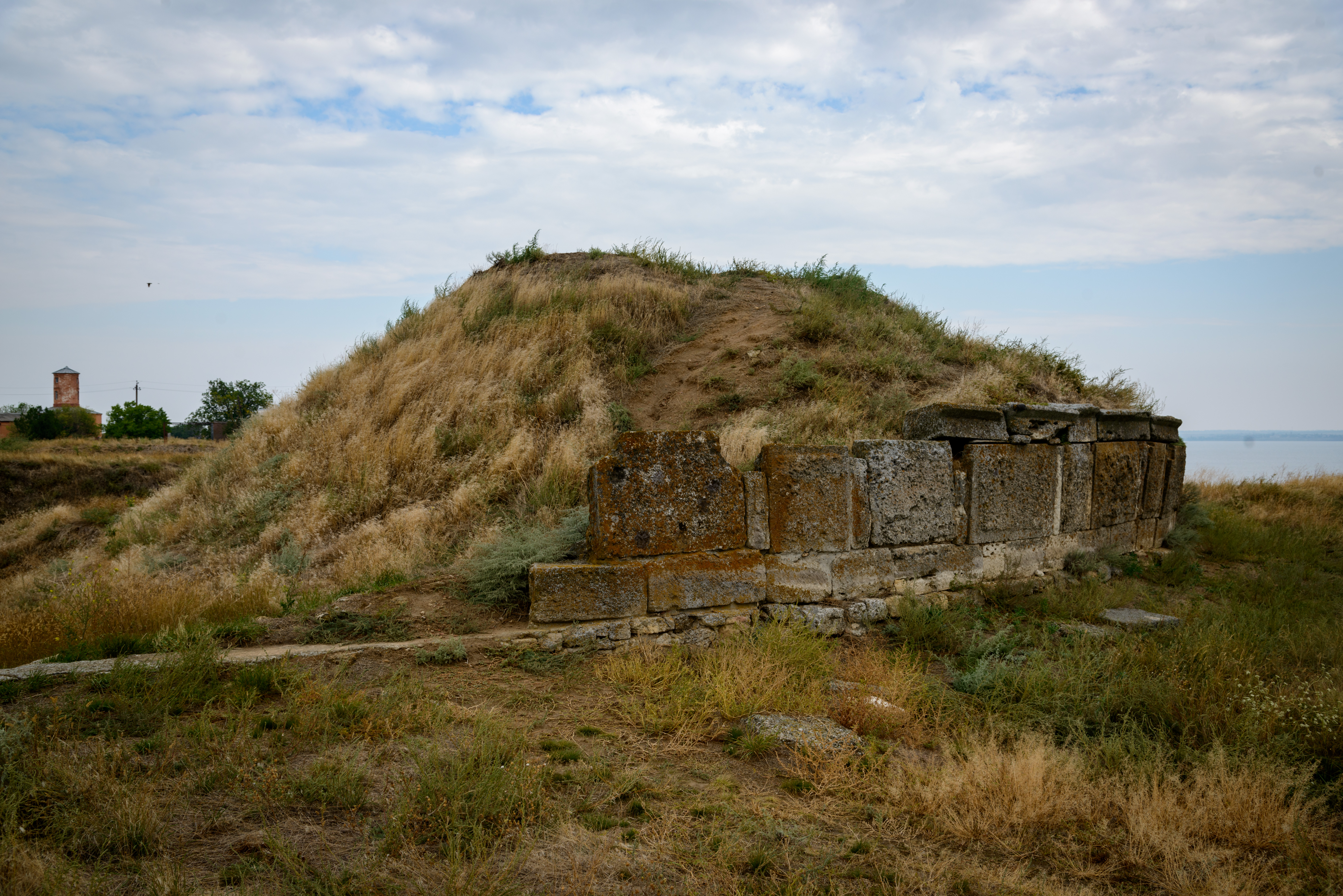
murs,
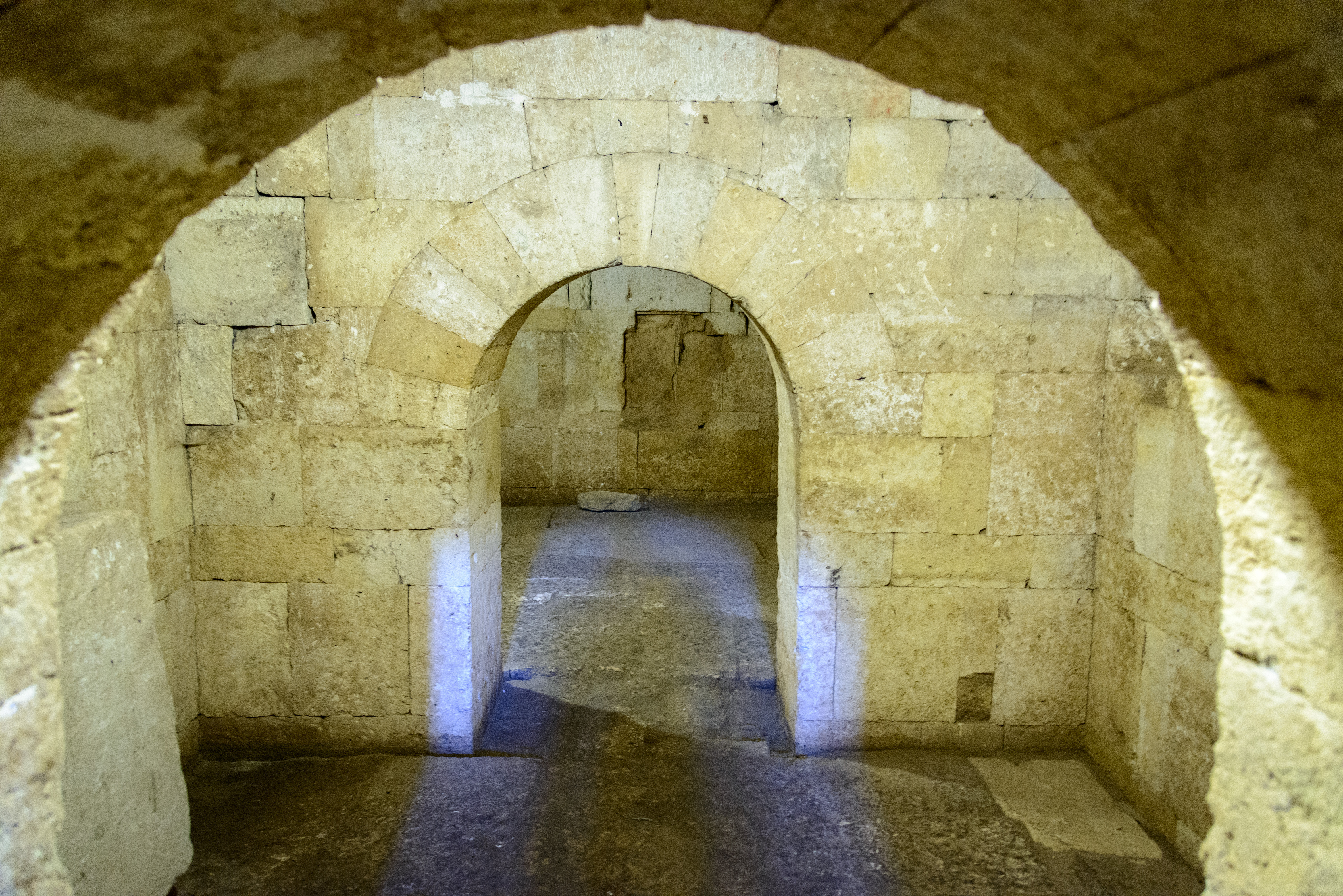
salle.

## Fouilles

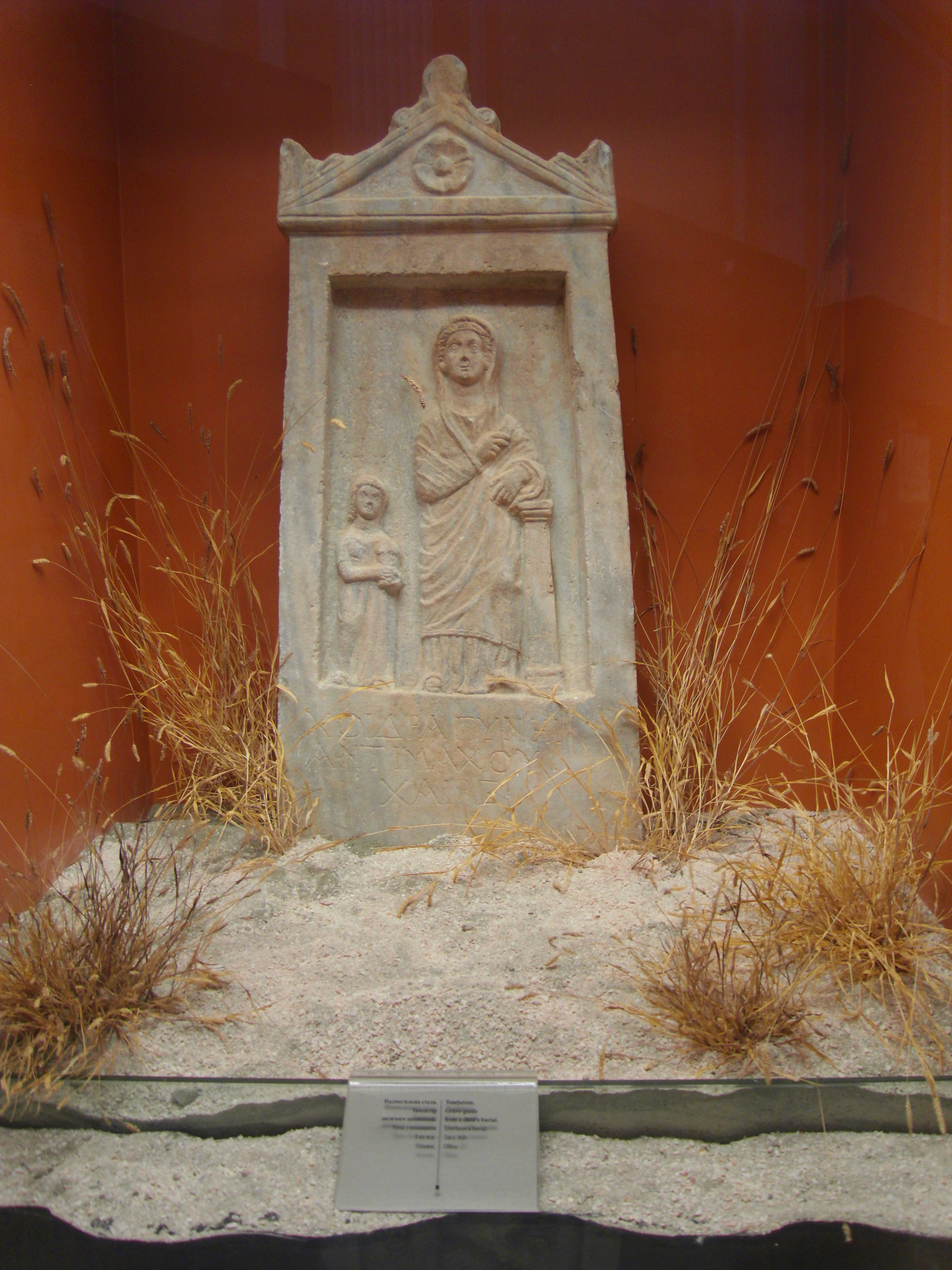
Stèle funéraire provenant d'Olbia qui se trouve au Musée d'archéologie d'Odessa.

Le site d'Olbia, désignée comme réserve archéologique, est situé près du village de Parutino dans le raïon d'Otchakiv, en Ukraine. Avant 1901, le site appartenait aux comtes Mousine-Pouchkine, qui ne permettaient aucune fouille sur leur propriété. Les premières fouilles professionnelles eurent lieu en 1901-15 et en 1924-26 et furent dirigées par Boris Farmakovsky. Comme le site n'avait jamais été réoccupé, les découvertes archéologiques — en particulier les inscriptions et les sculptures — furent importantes. Aujourd'hui, les archéologues sont sous pression pour explorer le site qui est en voie d'érosion par la mer Noire.